# أبو القاسم فضل الحق
أبو القاسم فضل الحق (26 أكتوبر 1873 - 27 أبريل 1962)؛ كان محامياً بنغالياً، مشرعاً ورجل دولة في القرن العشرين. كان فضل الحق شخصية سياسية رئيسية في الهند البريطانية ولاحقاً في باكستان (بما في ذلك باكستان الشرقية، التي هي الآن بنغلاديش). كان واحداً من المحامين الأعلى سمعة في المحكمة العليا في كالكوتا والمحكمة العليا في دكا. وُلِد في بكرجانج، وكان خريجاً من جامعة كلكوتا. وعمل في الخدمة المدنية الإقليمية وبدأ حياته السياسية في ولاية البنغال الشرقية وآسام في عام 1906.
اُنتخِب فضل الحق لأول مرة في المجلس التشريعي البنغالي من دكا في عام 1913؛ وخدم في المجلس لمدة 21 سنة حتى عام 1934. كان عضواً في الجمعية التشريعية المركزية لمدة عامين، بين 1934 و1936. ولمدة 10 سنوات ما بين 1937 و1947، كان عضواً مُنتخباً في الجمعية التشريعية البنغالية، حيث كان رئيس الوزراء ورئيس مجلس النواب لمدة 6 سنوات. واُنتخِب في وقت لاحق في مجلس شرق باكستان الإقليمي، حيث كان رئيس الوزراء لمدة شهرين، كما اُنتخِب في الجمعية التأسيسية لباكستان، حيث كان وزير الداخلية لمدة سنة، في الخمسينيات.
حصل فضل الحق على عدة ألقاب ورتبة فارس من الحكومة البريطانية. هو معروف شعبياً بلقب شير بانجلا (أسد البنغال). كان بارزاً بفضل استعماله للغة الإنجليزية أثناء إلقاء الخطابات للهيئة التشريعية البنغالية. استحضر فضل الحق أصوات الطبقات الوسطى البنغالية والمجتمعات الريفية. ودفع لإصلاح الأراضي والحد من تأثير الزامينداريين (ملَّاك الأراضي). واُعتبِر فضل الحق ديمقراطي يساري واشتراكي على الساحة السياسية. تميزت وزاراته بالقتال الداخلي الفصائلي المكثف. في عام 1940، قام فضل حق بأحد أبرز إنجازاته السياسية، عندما قدَّم قرار لاهور. خلال الحرب العالمية الثانية، انضم فضل الحق إلى مجلس دفاع الحاكم العام للهند ودعم جهود الحلفاء في الحرب. تحت ضغط من حاكم البنغال خلال حركة ترك الهند وبعد انسحاب هندوس ماهاسابها من وزارته، استقال فضل الحق من منصب رئيس الوزراء في مارس 1943. في دومينيون باكستان، عمل فضل لمدة خمس سنوات كمدعي عام شرق البنغال وشارك في حركة اللغة البنغالية. وقد تم انتخابه رئيساً للوزراء وعمل وزيراً فدرالياً وكان حاكماً إقليمياً في الخمسينيات.
أصبح فضل سكرتيراً للرابطة الإسلامية الإقليمية للبنغال في عام 1913. وفي عام 1929، أسس حزب كريشاك سراميك. شغل فضل الحق مناصب سياسية مهمة في شبه القارة الهندية، بما في ذلك رئيس رابطة مسلمي عموم الهند (1916-1921)، والأمين العام للمؤتمر الوطني الهندي (1916-1918)، ووزير تعليم البنغال (1924)، وعمدة كلكوتا (1935)، رئيس وزراء البنغال (1937-1943)، المدعي العام لشرق البنغال (1947-1952)، رئيس وزراء مجلس شرق باكستان الإقليمي (1954)، وزير الداخلية الباكستاني (1955-1956) وحاكم باكستان الشرقية (1956-1958). كان فضل الحق يجيد اللغة البنغالية والإنجليزية والأوردية، وكان لديه معرفة عملية باللغة العربية والفارسية. تُوفي فضل الحق في دكا، باكستان الشرقية في 27 أبريل 1962. ودُفِن في ضريح ثلاثة زعماء. سُمِّيت منطقة شير-بنجلا نجار في دكا، التي تضم البرلمان الوطني، تيمناً باسم فضل الحق. سمي أيضًا ملعب أسد البنغال للكريكت باسمه.